# Liste des volcans de Madagascar
Voici une liste de volcans à Madagascar.

## Liste
| nom                         | altitude | altitude  | lieu                 | dernière éruption            |
| nom                         | mètres   | pieds     | coordonnées          | dernière éruption            |
| Ambre-Bobaomby              | 1 475    | 4 839     | 12° 36′ S, 49° 09′ E | Holocène                     |
| Ankaizina                   | 2 878    | 9 442     | 14° 18′ S, 48° 40′ E | Holocène                     |
| Ankaratra                   | 2 642    | 8 667,979 | 19° 24′ S, 47° 12′ E | Holocène                     |
| champ volcanique de l'Itasy | 1 800    | 5 905,512 | 19° 00′ S, 46° 46′ E | 6050 ans avant l'ère commune |
| Nosy Be                     | 455      | 1 492,78  | 13° 19′ S, 48° 29′ E | Holocène                     |